# Brigitte Vasallo

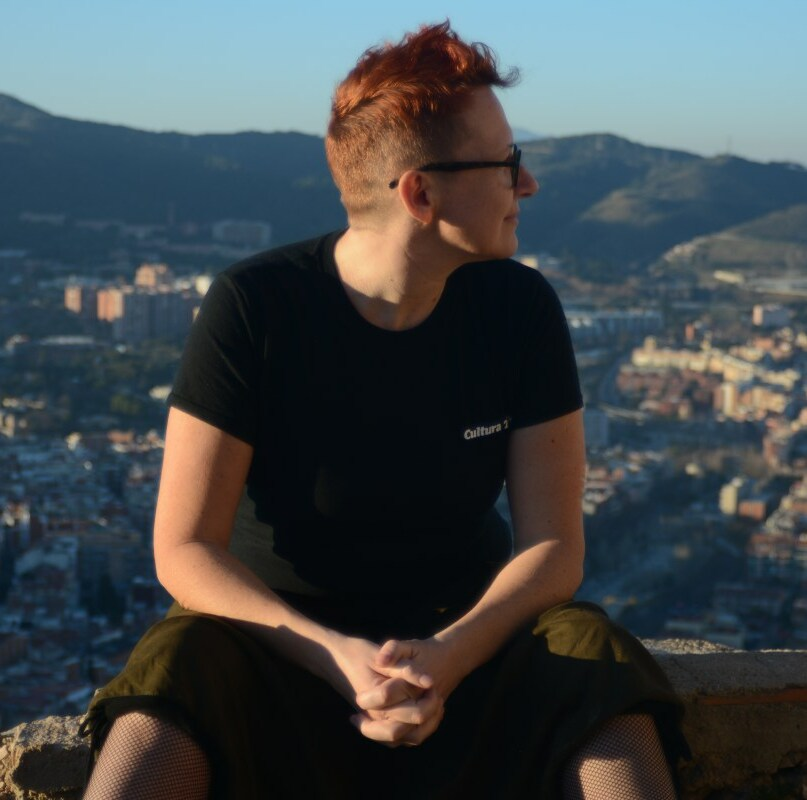
Brigitte Vasallo

Brigitte Vasallo (geboren 1973 in Barcelona) ist eine spanische Autorin, Feministin und Aktivistin. Ihre Themenschwerpunkte sind Islamophobie, Intersektionalität, Geschlecht und Rassismus. Sie setzt sich für Alternativen zur Monogamie ein.

## Leben
Brigitte Vasallo ist die Tochter einer galizischen Familie, die zunächst nach Frankreich, dann nach Katalonien immigriert war. Sie identifiziert sich als „Xarnego“, wenn auch nicht in der ursprünglich abwertenden Bedeutung des Wortes. Mehrere Jahre hat sie in Marokko verbracht und wurde dadurch nach eigenen Angaben sensibilisiert für Ethnozentrismus und kulturelle Arroganz.
Vasallo arbeitet als Autorin regelmäßig mit verschiedenen Medien wie eldiario.es, Catalunya Ràdio, Diagonal, La Directa oder dem Pikara Magazine zusammen. Sie hält Keynote-Vorträge über Alternativen zur Monogamie auf Konferenzen in Portugal, Brasilien und ganz Spanien. Sie war Dozentin im Master-Studiengang „Gender und Kommunikation“ an der Autonomen Universität Barcelona und in einem Programm zum Thema Rassismus der Universität Girona.
Mit PornoBurka veröffentlichte sie 2013 ihren ersten Roman, zu dem Juan Goytisolo das Vorwort schrieb. 2018 erschien ihr Buch Pensamiento monógamo, eine kritische Reflexion über Liebe, Sex, Monogamie und Polyamorie. Ihre Werke wurden in den wichtigsten spanischen Tageszeitungen El Mundo und El País sowie u. a. in Público besprochen. Essays von Brigitte Vasallo sind in Sammelbänden veröffentlicht. Ihre Artikel wurden ins Englische, Französische, Italienische, Arabische und Portugiesische übersetzt und ihre Bücher in Spanien, Argentinien und Italien veröffentlicht.
Zum Thema Polyamorie beriet sie das internationale Forschungsprojekt „Intimate – Citizenship, Care and Choice“ an der Universität Coimbra.

## Positionen
Vasallos Fokus liegt einerseits auf den Überschneidungen von Rassismus und Misogynie, im Speziellen in Bezug auf muslimische Frauen. Sie kritisiert „Purplewashing“ und „Pinkwashing“. Feminismus und LGBT-Rechte würden benutzt, um Fremdenfeindlichkeit zu rechtfertigen.
Ein anderer Schwerpunkt liegt auf alternativen Beziehungsformen abseits von Monogamie. Sie sieht Treue nicht als Art von Besitz und Liebe nicht als begrenzte Ressource. Sie warnt aber vor der Vereinnahmung der Polyamorie durch den Neoliberalismus, wobei dessen Machtstrukturen weitergereicht werden und Personen objektifiziert, ihre Körper als konsumierbares Gut angesehen werden können.

## Veröffentlichungen
Bücher
- PornoBurka. Desventuras del Raval y otras f(r)icciones contemporáneas. Ediciones Cautivas, Cardedeu 2013, ISBN 978-84-616-6174-9. (3. Auflage 2014).[16]
- Pensamiento monógamo. Terror poliamoroso. La Oveja Roja, Madrid 2018, ISBN 978-84-16227-24-2.

Artikel
- Burcas en el ojo ajenoel. Feminismo como exclusión. In: David Karval (Hrsg.): Combatir la islamofobia: una guía antirracista, Icaria Editorial, Barcelona 2016, ISBN 978-84-9888-715-0, S. 37–42.
- Islamofobia, perspectiva decolonial e interseccionalidad. In: Más allá de lo imposible. La dimensión política de los derechos humanos en el siglo XXI. Verlag Txalaparta, Navarra 2016, ISBN 978-84-1635-042-1.
- Monogamous Mind, Polyamorous Terror. In: Sociological Research Online, Mai 2019, doi:10.1177/1360780419835563.